# Pomnik Ery Kosmicznej w Oleśnicy
Pomnik Ery Kosmicznej w Oleśnicy – dzieło autorstwa Jerzego Boronia powstałe w Oleśnicy w 1969 lub 1972 roku przy ul. 3 Maja. Jest to jedyny na Dolnym Śląsku pomnik, który jednocześnie upamiętniał lot Jurija Gagarina i fakt eksploracji kosmosu przez człowieka.
Dzieło znane jest także jako Pomnik Kosmonautów, a przez mieszkańców miasta nazywane jest „byczymi jajami”.

## Opis i historia
Pomnik został zaprojektowany przez rzeźbiarza Jerzego Boronia z ASP we Wrocławiu i składał się z aluminiowej konstrukcji wykonanej w ZNTK w Oleśnicy, niecki wyłożonej bazaltową kostką i napisu na dawnych murach obronnych miasta o treści: „Dnia 12.04.1961 r. z terenu Związku Radzieckiego wyruszył na zwycięski podbój przestworzy pierwszy człowiek Jurij Gagarin - Cześć i chwała bohaterskim zdobywcom kosmosu”. Napis ten nie przetrwał do XXI wieku .
Pomnik został umieszczony przy ul. 3 Maja, w niecce w miejscu, w którym jeszcze w latach 50. XX wieku płynęła rzeka Oleśnica, w roku 1972, a według autora pomnika było to w 1969 roku. Aluminiowa instalacja (trzy kule) interpretowana była jako wzlatujące satelity. Pomnik ten, jako jedyny na Dolnym Śląsku, upamiętnia lot Gagarina i eksplorację kosmosu przez człowieka.
Pomnik stał się obiektem lokalnych kontrowersji. W 2006 roku pojawił się pomysł jego przeniesienia na lokalny cmentarz żołnierzy radzieckich. W miejsce pomnika miał powstać parking, jednak dzieło znajduje się w strefie ochrony konserwatorskiej i przeniesienie wymagało zgody konserwatora i przeprowadzenia prac archeologicznych. Poza tym prawa autorskie do pomnika, a co za tym idzie prawo do decydowania o jego losach, posiadała rodzina Boronia. W 2007 roku ostatecznie przeprowadzono renowację pomnika . W 2010 roku pomysł demontażu pojawił się ponownie, jednak z przywołanych wyżej względów ponownie z niego zrezygnowano .
Nieoficjalnie dzieło nazywane jest Pomnikiem Kosmonautów, z kolei mieszkańcy miasta nazywają je „byczymi jajami” .

## Galeria

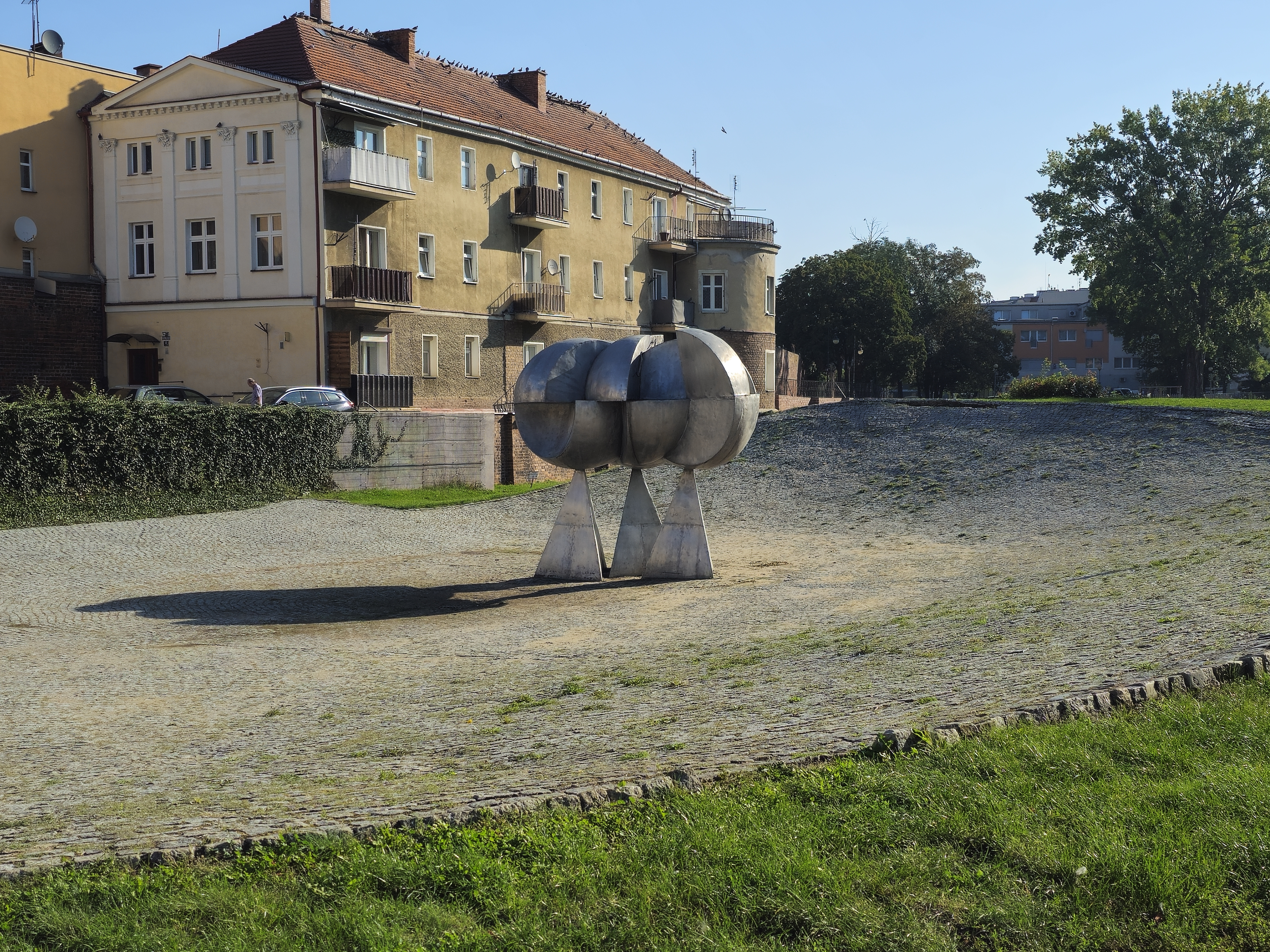
Widok na nieckę, aluminiową instalację pomnika i dawne mury miejskie
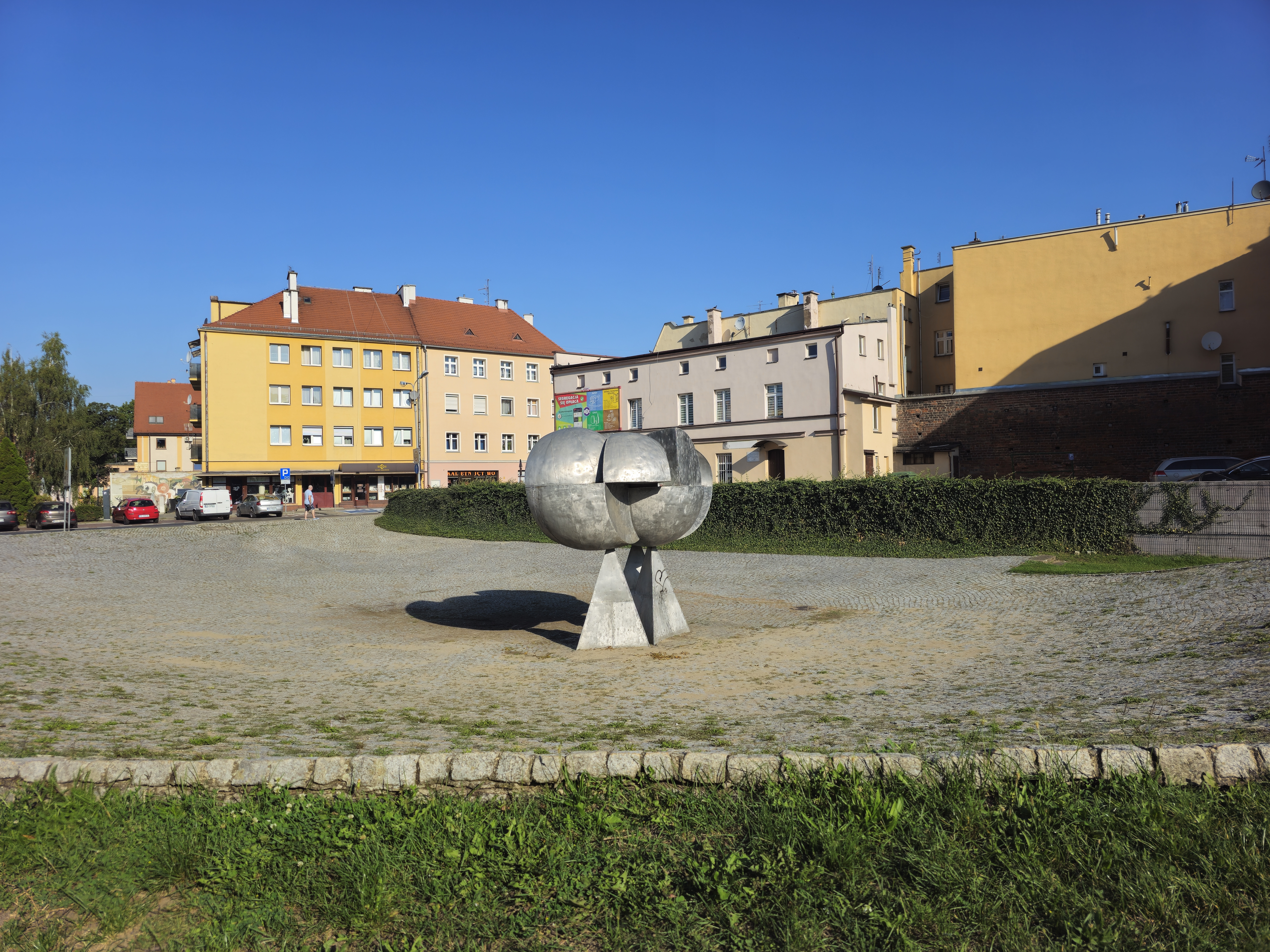
Pomnik Ery Kosmicznej z widokiem na ul. 3 Maja i fragment murów, na którym był napis upamiętniający lot Gagarina